# Joe Johnson (jugador de snooker)
Joe Johnson (Bradford, 29 de julio de 1952) es un jugador de snooker inglés, ya retirado del circuito profesional.

## Biografía
Nació en la ciudad inglesa de Bradford en 1952. Fue jugador profesional de snooker entre 1979 y 2004. Jugó dos finales del Campeonato Mundial de Snooker consecutivas, y las dos ante Steve Davis: en la de 1986 le ganó 18-12, pero en la de 1987 cayó con un 14-18. Fue también subcampeón del Professional Players Tournament de 1983, en cuya final se vio superado por Tony Knowles (8-9). No logró, sin embargo, hilar ninguna tacada máxima, y la más alta de su carrera se quedó en 141.